# Namtso
Namtso, ook Nam Co, is een meer met zout water in de Tibetaanse Autonome Regio. Het heeft de bijnaam Hemels Meer.
Het meer ligt tussen het Damshung in de prefectuur Lhasa en Palgon in de Nagchu. Het ligt ongeveer op 112 km ten noordnoordwesten van Lhasa. In het meer ligt het schiereiland Tashi Dor, met daarop een klein klooster uit de Tibetaans boeddhistische nyingmaorde.

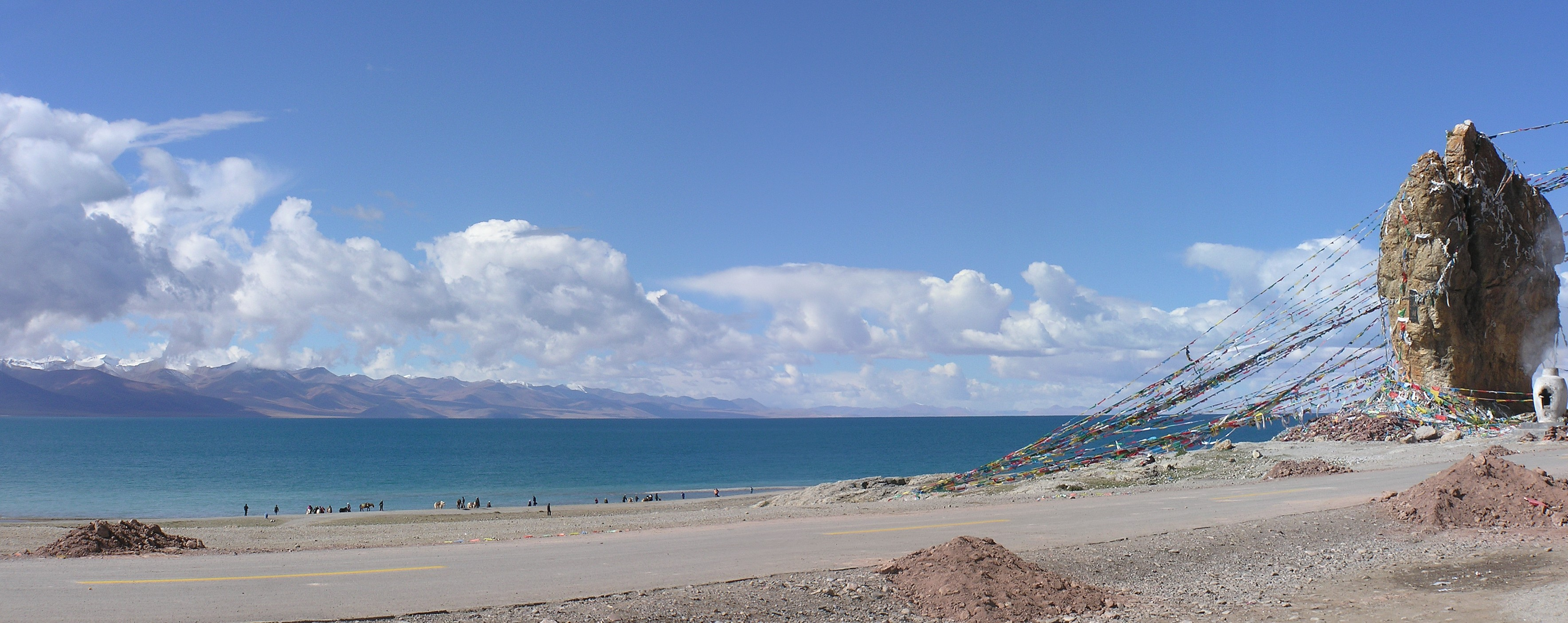
Zicht op het meer